# American Horror Stories
American Horror Stories – amerykański serial telewizyjny trwający od 2021, łączący elementy horroru, dreszczowca i dramatu. Produkowany przez wytwórnię 20th Television serial został stworzony przez producentów Ryana Murphy’ego i Brada Falchuka. Serial jest trzecią produkcją wchodzącą w skład franczyzy medialnej American Story (obok American Horror Story, American Crime Story oraz American Sports Story).
Premierowe odcinki są udostępniane w serwisie strumieniowym Hulu w ramach usługi FX on Hulu, prowadzonej przez stację telewizyjną FX. Składa się z dwóch sezonów, udostępnionych kolejno w 2021 i 2022. W Polsce serial jest dystrybuowany przez platformę Disney+.
American Horror Stories jest realizowany w formie antologii – każdy odcinek przedstawia odrębną historię z własnymi postaciami. Produkcja stanowi spin-off serialu American Horror Story stacji FX, również stworzonego przez Murphy’ego i Falchuka emitowanego od 2011. Ponadto w serialu pojawiają się aktorzy, którzy występowali w tamtym serialu. Niektóre spośród przedstawionych w antologii nawiązują do American Horror Story (odcinki Człowiek guma – część 1 i 2 oraz Koniec zabawy odnoszą się do American Horror Story: Murder House, zaś odcinek Domek dla lalek do American Horror Story: Sabat).
W Polsce dystrybucją serialu zajęło się Disney+.

## Produkcja
11 maja 2020 Ryan Murphy ogłosił w poście w serwisie Instagram plan realizacji spin-offu serialu American Horror Story pod tytułem American Horror Stories. 26 maja produkcja została zamówiona przez stację telewizyjną FX. 22 czerwca FX zapowiedział, że serial będzie premierowo zamieszczany w serwisie Hulu w ramach usługi FX on Hulu. 18 maja 2021 prezes FX, John Landgraf, zapowiedział, że premiera serialu odbędzie się w sierpniu. Poza Stanami Zjednoczonymi serial jest dystrybuowany poprzez usługę Star, będącą częścią serwisu Disney+.
13 sierpnia 2021 stacja FX zamówiła drugi sezon serialu. Jego premiera odbyła się 21 lipca 2022.

### Czołówka
Każdy odcinek posiada inną, unikalną czołówkę z wyjątkiem pierwszych dwóch odcinków, w których to przedstawiona historia jest powiązana. Muzyka tytułowa oraz czcionka napisów zostały zaczerpnięte z serialu American Horror Story. Ponadto odcinek Lista niegrzecznych wykorzystuje wersję muzyki, którą można usłyszeć w czołówce 9 sezonu serialu "matki": American Horror Story: 1984. Od sezonu trzeciego serial zyskał nowe logo oraz odświeżoną czcionkę napisów tytułowych.

## Przegląd sezonów
| Sezon | Sezon | Odcinki | Odcinki              | Premiera w Stanach Zjednoczonych (Hulu) | Premiera w Stanach Zjednoczonych (Hulu) | Premiera w Polsce (Disney+) | Premiera w Polsce (Disney+) |
| Sezon | Sezon | Odcinki | Odcinki              | Pierwszy odcinek                        | Ostatni odcinek                         | Pierwszy odcinek            | Ostatni odcinek             |
| ----- | ----- | ------- | -------------------- | --------------------------------------- | --------------------------------------- | --------------------------- | --------------------------- |
|       | 1     | 7       | 7                    | 15 lipca 2021                           | 19 sierpnia 2021                        | 14 czerwca 2022             | 14 czerwca 2022             |
|       | 2     | 8       | 8                    | 21 lipca 2022                           | 8 września 2022                         | 19 października 2022        | 7 grudnia 2022              |
|       | 3     | 9       | 4                    | 28 października 2023                    | 28 października 2023                    | 29 listopada 2023           | 29 listopada 2023           |
| 5     | 3     | 9       | 15 października 2024 | 15 października 2024                    | 30 października 2024                    | 30 października 2024        |                             |

## Lista odcinków

### Sezon 1 (2021)
| Nr | Tytuł oryginalny        | Polski tytuł            | Reżyseria       | Scenariusz                | Data premiery (Stany Zjednoczone) | Data premiery (Polska) |
| --- | ----------------------- | ----------------------- | --------------- | ------------------------- | --------------------------------- | ---------------------- |
| 1 | Rubber(wo)Man: Part One | Człowiek guma – część 1 | Loni Peristere  | Ryan Murphy, Brad Falchuk | 15 lipca 2021                     | 14 czerwca 2022        |
| Do Domu Mordu, znanego z American Horror Story: Murder House, wprowadza się nastoletnia Scarlett z ojcami, Michaelem i Troyem. Scarlett wymyka się wbrew szlabanowi na imprezę do koleżanki ze szkoły, Mayi, której zwierza się, że gustuje w sadomasochistycznej pornografii. Okazuje się, że ich rozmowa jest transmitowana na żywo w Internecie. Upokorzona Scarlett wraca do domu. Szantażem sprowadza do siebie Mayę i jej koleżanki, a następnie je zabija w stroju Rubber Mana. Obsada: Matt Bomer, Gavin Creel, Sierra McCormick, Paris Jackson, Belissa Escobedo, Merrin Dungey, Selena Sloan, Ashley Martin Carter, Valerie Loo |                         |                         |                 |                           |                                   |                        |
| 2 | Rubber(wo)Man: Part Two | Człowiek guma – część 1 | Loni Peristere  | Brad Falchuk              | 15 lipca 2021                     | 14 czerwca 2022        |
| Scarlett zaprzyjaźnia się z duchem Ruby, która żyje w Domu Mordu. Adam, kontrahent Michaela i Troya, który ma romans z drugim z nich, odkrywa w domu zwłoki Mayi i jej koleżanek. Wkrótce sam zostaje zabity przez Rubber Mana. Michael i Troy odkrywają, że także nie żyją i są duchami. W Halloween Scarlett i Ruby wychodzą na przyjęcie, podczas którego Maya i jej koleżanki bezskutecznie usiłują zamordować Scarlett. Następnego dnia Scarlett postanawia wyprowadzić się z Domu Mordu, ale obiecuje odwiedzać Ruby w każde Halloween. Obsada: Matt Bomer, Gavin Creel, Sierra McCormick, Kaia Gerber, Paris Jackson, Belissa Escobedo, Merrin Dungey, Aaron Tveit, Selena Sloan, Ashley Martin Carter, Valerie Loo, Celia Finkelstein |                         |                         |                 |                           |                                   |                        |
| 3 | Drive In                | Kino samochodowe        | Eduardo Sánchez | Manny Coto                | 22 lipca 2021                     | 14 czerwca 2022        |
| Nastoletni Chad dowiaduje się od kolegów o planowanym pokazie horroru Rabbit Rabbit, który dotąd był wyświetlany publicznie tylko raz. Został jednak zakazany, gdyż podczas seansu widownia dokonała masakry, zabijając siebie nawzajem. Gdy film się zaczyna, Chad zaczyna uprawiać po raz pierwszy seks ze swoją dziewczyną, Kelley. Zaraz po rozpoczęciu seansu publiczność zostaje opętana i odbywa się kolejna masakra. Para niszczy taśmę filmową i odnajduje przyczepę, w której mieszka reżyser filmu, Larry Bitterman. Bohaterowie niszczą należącą do niego ostatnią taśmę z filmem i podpalają przyczepę, wskutek czego Larry umiera. Obsada: Rhenzy Feliz, Madison Bailey, Ben J. Pierce, Naomi Grossman, Leonardo Cecchi, Kyle Red Silverstein, Amy Grabow, Adrienne Barbeau, John Carroll Lynch |                         |                         |                 |                           |                                   |                        |
| 4 | The Naughty List        | Lista niegrzecznych     | Max Winkler     | Manny Coto                | 29 lipca 2021                     | 14 czerwca 2022        |
| Influencerzy Zinn, Wyatt, James i Barry prowadzą na YouTube kanał Bro House. Ich popularność spada wskutek kontrowersyjnego filmu, na którym pokazują mężczyznę popełniającego samobójstwo. Usiłując odzyskać utraconych obserwatorów, umieszczają nagrany w centrum handlowym film, w którym wyśmiewają wręczającego prezenty Świętego Mikołaja. Niedługo potem otrzymują telefon z policji, że nagrany przez nich Święty Mikołaj jest oszustem i seryjnym mordercą. Mężczyzna wkrada się na ich posesję, brutalnie ich morduje i podpada dom. Obsada: Kevin McHale, Nico Greetham, Dyllón Burnside, Charles Melton, Taneka Johnson, Danny Trejo |                         |                         |                 |                           |                                   |                        |
| 5 | BA’AL                   | Baal                    | Sanaa Hamri     | Ali Adler, Manny Coto     | 5 sierpnia 2021                   | 14 czerwca 2022        |
| Młode małżeństwo, Liv i Matt, bezskutecznie stara się o potomstwo. Przed jednym ze stosunków seksualnych Liv umieszcza pod łóżkiem figurkę otrzymaną od Bernadette, recepcjonistki centrum leczenia niepłodności, która twierdzi, że pomoże jej to zajść w ciążę. Szesnaście miesięcy później Liv, już po porodzie, cierpi na depresję poporodową i widzi na elektronicznej niani upiora, który chce porwać jej syna. Po tym, jak nieumyślnie dźga Matta nożem, zostaje umieszczona w ośrodku psychiatrycznym. Okazuje się, że inscenizacja z pojawiającym się Baalem została zaplanowana przez Matta, jego kochankę Bernadette i grupę przyjaciół. Podczas przyjęcia wszyscy oni zostają zaatakowani przez prawdziwego Baala. Obsada: Billie Lourd, Ronen Rubinstein, Virginia Gardner, Vanessa Estelle Williams, Michael B. Silver, Kimberley Drummond, Chad James Buchanan, Jake Choi, Misha Gonz-Cirkl               |                         |                         |                 |                           |                                   |                        |
| 6 | Feral                   | Zwierzęca brutalność    | Manny Coto      | Manny Coto                | 12 sierpnia 2021                  | 14 czerwca 2022        |
| Jay z żoną Addy i synem Jacob udają się na kemping w lesie, podczas którego Jacob ginie w niejasnych okolicznościach. Dziesięć lat później Jay i Addy wyruszają w poszukiwanie syna pod przewodnictwem Boba, który twierdzi, że jego aparat zrobił w lesie zdjęcie chłopca. Bohaterowie trafiają na zakrwawione ciała. Bob zdradza Jayowi i Addy, że ich oszukał, umawiając się z żyjącymi w lesie nielegalnymi hodowcami marihuany w sprawie okradnięcia ich z pieniędzy. Zakrwawione ciała zaczynają ożywać, a jedno z nich zabija Boba. Jay i Addy uciekają do leśniczówki, gdzie leśniczy Stan zdradza im tajemnicę państwową o dzikich kanibalach zamieszkujących amerykańskie parki narodowe. Kanibale atakują leśniczówkę i zabijają Stana. Jay i Addy uciekają do lasu, gdzie odkrywają, że Jacob jest władcą miejscowych dzikich. Obsada: Cody Fern, Aaron Tveit, Tiffany Dupont, Blake Shields, Colin Tandberg |                         |                         |                 |                           |                                   |                        |
| 7 | Game Over               | Koniec zabawy           | Liz Friedlander | Ryan Murphy, Brad Falchuk | 19 sierpnia 2021                  | 14 czerwca 2022        |
| Michelle, chcąc poprawić kontakt z synem Rorym, tworzy grę komputerową opartą na serialu American Horror Story, osadzoną w Domu Mordu. Rory jest niezadowolony z faktu, że pojawiają się w niej postacie z różnych sezonów. Michelle kupuje Dom Mordu i poznaje w nim Bena Harmona. Ruby i Scarlett ją zabijają. Rok później Rory podpala dom w Halloween, przed czym bezskutecznie usiłuje go powstrzymać Scarlett. Trzy lata później Scarlett kupuje nową rezydencję zbudowaną w miejscu Domu Mordu. Zjawia się tam Ruby, która wyjawia, że podczas pożaru postanowiła żyć dalej jako duch, a pozostałe duchy domu zginęły. Obsada: Dylan McDermott, Sierra McCormick, Kaia Gerber, Paris Jackson, Merrin Dungey, Mercedes Mason, Noah Cyrus, Adam Hagenbuch, Jamie Brewer, John Brotherton, Nicolas Bechtel, Tom Lenk, Selena Sloan, Ashley Martin Carter, Valerie Loo                                                |                         |                         |                 |                           |                                   |                        |

### Sezon 2 (2022)
| Nr | Nr | Tytuł oryginalny | Polski tytuł    | Reżyseria              | Scenariusz       | Data premiery (Stany Zjednoczone) | Data premiery (Polska) |
| --- | -- | ---------------- | --------------- | ---------------------- | ---------------- | --------------------------------- | ---------------------- |
| 8 | 1  | Dollhouse        | Domek dla lalek | Loni Peristere         | Manny Coto       | 21 lipca 2022                     | 19 października 2022   |
| Obsada: Denis O’Hare, Kristine Froseth, Houston Jax Towe, Abby Corrigan, Simone Recasner, Maryssa Menendez, Emily Morales-Cabrera, Matt Lasky, Caitlin Dulany |    |                  |                 |                        |                  |                                   |                        |
| 9 | 2  | Aura             | Aura            | Max Winkler            | Manny Coto       | 28 lipca 2022                     | 26 października 2022   |
| Obsada: Gabourey Sidibe, Max Greenfield, Joel Swetow, Lily Rohren, Vince Yap, Nancy Linehan Charles                                                           |    |                  |                 |                        |                  |                                   |                        |
| 10 | 3  | Drive            | Jazda           | Yangzom Brauen         | Manny Coto       | 4 sierpnia 2022                   | 2 listopada 2022       |
| Obsada: Bella Thorne, Nico Greetham, Anthony De La Torre, Billie Bodega, Austin Woods                                                                         |    |                  |                 |                        |                  |                                   |                        |
| 11 | 4  | Milkmaids        | Mleczarki       | Alonso Alvarez-Barreda | Our Lady J       | 11 sierpnia 2022                  | 9 listopada 2022       |
| Obsada: Cody Fern, Julia Schlaepfer, Seth Gabel, Addison Timlin, Ian Sharkey                                                                                  |    |                  |                 |                        |                  |                                   |                        |
| 12 | 5  | Bloody Mary      | Krwawa Mary     | S.J. Main Muñoz        | Angela L. Harvey | 18 sierpnia 2022                  | 16 listopada 2022      |
| Obsada: Dominique Jackson, Quvenzhané Wallis, Raven Scott, Kyla Drew, Kyanna Simone, Shane Callahan, Ryan D. Madison, Tiffany Yvonne Cox                      |    |                  |                 |                        |                  |                                   |                        |
| 13 | 6  | Facelift         | Lifting twarzy  | Marcus Stokes          | Manny Coto       | 25 sierpnia 2022                  | 23 listopada 2022      |
| Obsada: Judith Light, Rebecca Dayan, Britt Lower, Todd Waring, Cornelia Guest                                                                                 |    |                  |                 |                        |                  |                                   |                        |
| 14 | 7  | Necro            | Nekro           | Logan Kibens           | Crystal Liu      | 1 września 2022                   | 30 listopada 2022      |
| Obsada: Madison Iseman, Cameron Cowperthwaite, Spencer Neville, Jeff Doucette, Sara Silva, Jessika Van, Chelsea M. Davis                                      |    |                  |                 |                        |                  |                                   |                        |
| 15 | 8  | Lake             | Jezioro         | Tessa Blake            | Manny Coto       | 8 września 2022                   | 7 grudnia 2022         |
| Obsada: Alicia Silverstone, Olivia Rouyre, Teddy Sears, Bobby Hogan, Heather Wynters, Jarrod Crawford                                                         |    |                  |                 |                        |                  |                                   |                        |

### Sezon 3 (2023)
| Nr | Nr      | Tytuł oryginalny        | Polski tytuł         | Reżyseria             | Scenariusz                               | Data premiery (Stany Zjednoczone) | Data premiery (Polska) |
| Część 1 | Część 1 | Część 1                 | Część 1              | Część 1               | Część 1                                  | Część 1                           | Część 1                |
| --- | ------- | ----------------------- | -------------------- | --------------------- | ---------------------------------------- | --------------------------------- | ---------------------- |
| 16 | 1       | Bestie                  | Najlepszy przyjaciel | Max Winkler           | Joseph Cole Baken                        | 28 października 2023              | 29 listopada 2023      |
| 17 | 2       | Daphne                  | Daphne               | Elegance Bratton      | Brad Falchuk, Manny Coto                 | 28 października 2023              | 29 listopada 2023      |
| 18 | 3       | Tapeworm                | Tasiemiec            | Alexis Martin Woodall | Joseph Cole Baken                        | 28 października 2023              | 29 listopada 2023      |
| 19 | 4       | Organ                   | Organ                | Petra Collins         | Manny Coto                               | 28 października 2023              | 29 listopada 2023      |
| Część 2 |         |                         |                      |                       |                                          |                                   |                        |
| 20 | 5       | Backrooms               | Za kulisami          | David Gelb            | Jon Robin Baitz, Joe Baken               | 15 października 2024              | 30 października 2024   |
| 21 | 6       | Clone                   | Klon                 | Max Winkler           | Ned Martel, Charlie Carver               | 15 października 2024              | 30 października 2024   |
| 22 | 7       | X                       | X                    | Matt Spicer           | Brad Falchuk, Manny Coto, Austin Elliott | 15 października 2024              | 30 października 2024   |
| 23 | 8       | Leprechaun              | Skrzat               | Alexis Martin Woodall | Joe Baken                                | 15 października 2024              | 30 października 2024   |
| 24 | 9       | The Thing Under the Bed | To coś pod łóżkiem   | Courtney Hoffman      | Manny Coto                               | 15 października 2024              | 30 października 2024   |
| Obsada: Debby Ryan, Melanie Field, Jeff Hiller, Melonie Diaz, Matthew Del Negro, Frank Pando, Matthew Holcomb |         |                         |                      |                       |                                          |                                   |                        |